# 山崎奨
山崎奨（やまざき しょう / やまざき すすむ）は、アニメ「宇宙戦艦ヤマトシリーズ」の登場人物。
声優は、オリジナルでは寺島幹夫、PSゲームシリーズでは秋元羊介、リメイクアニメシリーズでは土田大。

## 概要
ヤマトの2代目機関長。『宇宙戦艦ヤマト2』での対白色彗星帝国戦において戦死した徳川彦左衛門の片腕で、波動エンジンに関しては彦左衛門以上に詳しいとされる。初登場は『宇宙戦艦ヤマト 新たなる旅立ち』であるが、設定上ではそれ以前からヤマトに乗り組んでおり、対白色彗星帝国戦から生還した19名のうち1人に含まれている。
叩き上げの実直な人柄で、古代進や島大介、真田志郎ら自分より若いヤマト幹部たちにも、丁寧な物腰で接する。その一方で部下には厳しく、徳川太助ら若い機関部員たちを一人前に鍛えるために容赦なく罵倒するなど、職人気質の一面も持ち合わせている。

## 劇中での活躍
宇宙戦艦ヤマト 新たなる旅立ち
対白色彗星帝国戦では軽傷で済んだためにいち早く退院し、ヤマトの整備に当たっていた。
閉鎖弁と非常制動装置を間違えるというありえないミスをした太助に対し、「親父が泣くぞ！」と怒鳴っている。
ヤマトよ永遠に
暗黒星団帝国の地球侵攻に対し、真田とともに小惑星イカルスでヤマトの改造・整備（特に波動エンジンのパワーアップ）に当たっていた。
宇宙戦艦ヤマトIII
第2話から登場。機関長として、第二の地球探しの航海に参加する。太助が一人前に成長したため、彼に機関室を任せるようになる。
宇宙戦艦ヤマト 完結編
古代の艦長辞職を知らず、彼の退院を心から喜ぶ。また、沖田十三のみがヤマトに残って水惑星アクエリアスへ向かった際には、駆逐艦「冬月」の中で「艦を止めろ！ 沖田艦長をお連れするんだ！」と激しい動揺を見せている。なお、その後に沖田を見送るための敬礼シーンでは、彩色ミスで制服が通信班員のもの（黄色）となっている。

## リメイクアニメ
『宇宙戦艦ヤマト』のリメイク作品である『宇宙戦艦ヤマト2199』を初作とする本シリーズでは、原作アニメ作品（以下、旧作）の基本設定を反映され、イスカンダルへの航海を描いた『2199』から登場し、徳川彦左衛門や薮助治とも共演している。出身地は熊本県という設定も追加されている。一人称は旧作の「私」から「俺」に変わっている（目上の者に対しては「自分」と言っている）。
容姿に関しては、側頭部に白髪が混じり、旧作に比べて目が小さくやや老けた顔つきになっている。身長も190センチメートル以上で、地球側の主要人物では最も長身となっている。リデザイン担当は結城信輝。

### 劇中での活躍（リメイクアニメ）
宇宙戦艦ヤマト2199
第2話から登場。年齢は45歳。機関科で徳川の片腕を務める一方、ダメージコントロールを指揮する応急長も務める二等宙尉となっている。また、徳川の交代要員として第一艦橋にいることもある。部下の薮からは「山さん」と呼ばれている。沖田を「沖田のオヤジ」と呼び、全幅の信頼を寄せている。
第6話でのメ2号作戦の最中、不安の声を上げる薮に「俺は自分の艦（）を二度と沈めない」と答えており、過去に乗艦が沈んだことをうかがわせている。第11話では、その艦がガミラスと最初に接触して戦没した、島の父・大吾が艦長を務める巡洋艦ムラサメであることや、山崎が地球とガミラスのファーストコンタクトの真相を知る生き証人であることが明かされる。島には「ムラサメは司令部の命令で先制攻撃を仕掛けて返り討ちにされ、司令部は緘口令を敷いて事実を隠蔽した」という事実を打ち明けたものの信じてもらえず、「父の名誉を汚した」とまで言われてしまう。しかし、その後も「（島は）事実を正面から受け止めてくれる」と信じ続けている。
最終話では加藤三郎と原田真琴の結婚パーティー中に島と和解するという脚本があり、絵コンテまで描かれたが、本編ではカットされた。この埋め合わせとして、総集編『宇宙戦艦ヤマト2199 追憶の航海』のエンディングイラストには島と山崎の風呂シーンが描かれている。
宇宙戦艦ヤマト2199 星巡る方舟
本作では全編を通して第一艦橋の機関制御席に着いている。帝星ガトランティスとのファーストコンタクト時に島と目を合わせたり、終盤で連携を見せたりするなど、島とのかけ合いが多くなっている。
宇宙戦艦ヤマト2202 愛の戦士たち
第1話から登場。年齢は49歳。真田や徳川たちとともにヤマトの再整備に携わる。その後、ヤマトでの決起に参加するが、軍の妨害策に対処するために艦を降り、帰還できずそのまま地球に残留することになる。同じく残留した星名透たちと共に軍のもとで身柄を拘束されるが、ガミラス大使ローレン・バレルの交渉でヤマトの航海が追認されたことにより、解放される。第17話では時間断層で何らかの作業（後に波動実験艦「銀河」の建造と判明）に従事しており、第19話以降は「銀河」の乗組員として登場する形で、脱出してきた島や真田たちと合流する。第22話では「銀河」の部品をヤマトに移設する作業を行っていた折、彦左衛門に一緒に連れて行ってほしい旨を伝えるが、「いい缶焚き（機関士）を育てろ」と諭されて断念し、「銀河」の艦内からヤマトの出航を見送る。最終話のエピローグでは高次元世界の古代たちを迎えに行くヤマトに再び乗艦し、第一艦橋の機関制御席に座っている。
宇宙戦艦ヤマト2205 新たなる旅立ち
第1話から登場。年齢は52歳。一等宙尉に昇進し、徳川の跡を継いでヤマトの2代目機関長に就任する。ヤマト発進シーンでは旧作同様、エンストを起こした太助を「親父が泣くぞ！」と一喝している。
ヤマトよ永遠に REBEL3199
第4話から登場。年齢は54歳。真田たちとともにイカルス天文台で極秘裏に進められているヤマトの整備に携わっており、前作から引き続き機関長を担う。

## PSゲームシリーズ
『新たなる旅立ち』『永遠に』を原作としたPS2版『宇宙戦艦ヤマト イスカンダルへの追憶』『宇宙戦艦ヤマト 暗黒星団帝国の逆襲』『宇宙戦艦ヤマト 二重銀河の崩壊』に登場。基本設定は原作アニメと変わらないが、容姿は大幅に変更されており、鼻が大きく顎鬚を生やした顔に加え、体格も大柄となっている。その容姿に反し、物腰は原作以上に穏やかである。